# Oud-Heverlee Leuven in het seizoen 2009/10
Dit artikel beschrijft de prestaties van de Belgische voetbalclub OH Leuven in het seizoen 2009-10. De club trad in dit seizoen aan in de tweede klasse van het Belgisch voetbal. Omwille van sponsoring draagt de competitie ook wel de naam EXQI League.

## Spelerskern
| Nr.           | Naam                    | Nationaliteit | Geboortedatum | Vorige club                     |
| ------------- | ----------------------- | ------------- | ------------- | ------------------------------- |
| Keepers       |                         |               |               |                                 |
| 1             | Jonathan Ruttens        | België        | 04-08-1987    | KVC Westerlo (2005–2007)        |
| 21            | Fred Desomberg          | België        | 09-02-1989    | /                               |
| Verdedigers   |                         |               |               |                                 |
| 2             | Daan Vaesen             | België        | 11-07-1981    | Sint-Truiden (2008–2009)        |
| 3             | Jente Van Ongeval       | België        | 12-01-1983    | Woluwe-Zaventem (2005–2009)     |
| 4             | Azubuike Oliseh         | Nigeria       | 18-11-1978    | KSV Roeselare (2007–2009)       |
| 5             | Joeri Vastmans          | België        | 05-12-1983    | Patro Maasmechelen (2003–2005)  |
| 16            | Antoine Themelin        | België        | 07-03-1989    | FC Limelette (2006–2007)        |
| 17            | Koen Weuts              | België        | 18-09-1990    | Lierse SK (2007–2009)           |
| 22            | Raf Verhamme            | België        | 12-10-1989    | /                               |
| Middenvelders |                         |               |               |                                 |
| 6             | Sander Debroux          | België        | 23-09-1982    | Sint-Truiden (2004–2009)        |
| 8             | Maxime Annys            | België        | 24-07-1986    | RFC Tournai (2008–2009)         |
| 10            | Gregory Ferreira Lino   | Frankrijk     | 30-03-1980    | KSK Ronse (2004–2009)           |
| 11            | Tail Schoonjans         | België        | 19-08-1986    | /                               |
| 15            | Lander Van Steenbrugghe | België        | 27-11-1986    | Zulte Waregem (2004–2008)       |
| 23            | Daniel Calvo            | België        | 16-04-1984    | KV Kortrijk (2003–2009)         |
| 24            | Pieter Beckers          | België        | 15-03-1989    | /                               |
| Aanvallers    |                         |               |               |                                 |
| 9             | Kurt Weuts              | België        | 29-12-1987    | Sint-Truiden (2009)             |
| 13            | Bjorn Ruytinx           | België        | 18-08-1980    | KSK Kermt (2002–2004)           |
| 14            | Cédric Betremieux       | Frankrijk     | 14-05-1982    | KV Kortrijk (2007–2008)         |
| 18            | Issam Fariat            | België        | 08-05-1990    | Olympia Wijgmaal (2008–2009)    |
| 19            | Bassalia Sakanoko       | Ivoorkust     | 03-06-1985    | Excelsior Moeskroen (2008–2009) |
| 25            | Osahon Eboigbe          | Nigeria       | 11-09-1989    | Cercle Brugge (2007–2008)       |
| 26            | Simon Vermeiren         | België        | 22-12-1990    | /                               |

### Technische staf
| Functie         | Naam                    | Nationaliteit |
| --------------- | ----------------------- | ------------- |
| Coach           | Jean-Pierre Vande Velde | België        |
| Assistent-coach | Hans Vander Elst        | België        |
| Keeperstrainer  | Jurgen De Braekeleer    | België        |

## Transfers

### Zomertransfers

#### Inkomende transfers
| Naam                    | Positie             | Nationaliteit       | Contract tot        | Komt van            |
| Inkomende transfers     | Inkomende transfers | Inkomende transfers | Inkomende transfers | Inkomende transfers |
| ----------------------- | ------------------- | ------------------- | ------------------- | ------------------- |
| Malick Gaye             | Middenvelder        | België              | 2011                | FCN Sint-Niklaas    |
| Gregory Ferreira Lino   | Middenvelder        | Frankrijk           | 2011                | SK Ronse            |
| Maxime Annys            | Middenvelder        | België              | 2011                | RFC Tournai         |
| Sander Debroux          | Middenvelder        | België              | 2010                | Sint-Truidense VV   |
| Koen Weuts              | Verdediger          | België              | 2010                | Lierse SK           |
| Azubuike Oliseh         | Verdediger          | Nigeria             | 2010                | KSV Roeselare       |
| Daniel Calvo            | Middenvelder        | Spanje België       | 2010                | KV Kortrijk         |
| Bassalia Sakanoko       | Aanvaller           | Ivoorkust           |                     | Excelsior Moeskroen |
| Simon Vermeiren         | Aanvaller           | België              |                     | KV Mechelen         |
| Gehuurd                 |                     |                     |                     |                     |
| Kurt Weuts              | Aanvaller           | België              | 2010                | Sint-Truidense VV   |
| Osahon Eboigbe          | Aanvaller           | Nigeria             | 2010                | Cercle Brugge       |
| Lander Van Steenbrugghe | Middenvelder        | België              | 2010                | SV Zulte Waregem    |
| Cédric Betremieux       | Aanvaller           | Frankrijk           | 2010                | KV Kortrijk         |
| Daan Vaesen             | Verdediger          | België              | 2010                | Sint-Truidense VV   |
| Terug na uitleenbeurt   |                     |                     |                     |                     |
| Issam Fariat            | Aanvaller           | België              | 2010                | KOSC Wijgmaal       |
| Jente Van Ongeval       | Verdediger          | België              | 2010                | KV Woluwe-Zaventem  |

#### Uitgaande transfers
| Naam                 | Positie             | Nationaliteit       | Contract tot        | Gaat naar             |
| Uitgaande transfers  | Uitgaande transfers | Uitgaande transfers | Uitgaande transfers | Uitgaande transfers   |
| -------------------- | ------------------- | ------------------- | ------------------- | --------------------- |
| Christopher Bombele  | Aanvaller           | België              |                     | Standard Luik         |
| Axel Bossekota       | Middenvelder        | België              |                     | RAEC Mons             |
| Niels Houman         | Middenvelder        | België              |                     | Verbroedering Meldert |
| Kevin Janssens       | Aanvaller           | België              |                     | KVV Coxyde            |
| James Lahousse       | Verdediger          | België              |                     | KV Oostende           |
| Ugo Nwadikwa         | Verdediger          | België              |                     | KV Woluwe-Zaventem    |
| Denis Odoi           | Verdediger          | België              |                     | Sint-Truidense VV     |
| Nils Schouterden     | Middenvelder        | België              |                     | Sint-Truidense VV     |
| Gil Servaes          | Middenvelder        | België              |                     | Standaard Wetteren    |
| Yedi Zahiri          | Middenvelder        | België              |                     | White Star Woluwe FC  |
| Verhuurd             |                     |                     |                     |                       |
| Vincent Vergauwen    | Aanvaller           | België              |                     | KV Woluwe-Zaventem    |
| Einde huurcontract   |                     |                     |                     |                       |
| Frederik Vanderbiest | Middenvelder        | België              |                     | KV Oostende           |

### Wintertransfers

#### Uitgaande transfers
| Naam                | Positie             | Nationaliteit       | Contract tot        | Komt van/gaat naar  |
| Uitgaande transfers | Uitgaande transfers | Uitgaande transfers | Uitgaande transfers | Uitgaande transfers |
| ------------------- | ------------------- | ------------------- | ------------------- | ------------------- |
| Malick Gaye         | Middenvelder        | België              |                     | KSV Oudenaarde      |
| Verhuurd            |                     |                     |                     |                     |
| Ivica Jarakovic     | Middenvelder        | Servië België       |                     | KV Woluwe-Zaventem  |

## Resultaten

### Vriendschappelijk
| Datum/tijd                 | Thuis | Uitslag       | Uit                                   | Informatie |
| -------------------------- | ----- | ------------- | ------------------------------------- | ---------- |
| 1 juli 2009 19:30          |       |               |                                       |            |
| OH Leuven                  | 2 – 0 | Standard Luik | Den Dreef, Leuven Toeschouwers: 5.500 |            |
| M. Annys 20' I. Fariat 50' |       | 67' C. Collet | Den Dreef, Leuven Toeschouwers: 5.500 |            |

| Datum/tijd         | Thuis | Uitslag                    | Uit               | Informatie |
| ------------------ | ----- | -------------------------- | ----------------- | ---------- |
| 11 juli 2009 19:00 |       |                            |                   |            |
| OH Leuven          | 1 – 2 | Sint-Truidense VV          | Den Dreef, Leuven |            |
| K. Weuts 40'       |       | 45' J. Wilmet 86' H. Onana | Den Dreef, Leuven |            |

| Datum/tijd         | Thuis | Uitslag     | Uit               | Informatie |
| ------------------ | ----- | ----------- | ----------------- | ---------- |
| 17 juli 2009 19:00 |       |             |                   |            |
| OH Leuven          | 0 – 0 | KRC Genk    | Den Dreef, Leuven |            |
|                    |       | 53' B. Tóth | Den Dreef, Leuven |            |

| Datum/tijd                                                   | Thuis | Uitslag                    | Uit                           | Informatie |
| ------------------------------------------------------------ | ----- | -------------------------- | ----------------------------- | ---------- |
| 22 juli 2009 19:00                                           |       |                            |                               |            |
| KVC Westerlo                                                 | 4 – 2 | OH Leuven                  | Complex FC Tongerlo, Westerlo |            |
| G. van Asten 57' M. Ceesay 65' W. Scheelen 67' M. Ceesay 87' |       | 5' O. Eboigbe 32' K. Weuts | Complex FC Tongerlo, Westerlo |            |

| Datum/tijd                                     | Thuis | Uitslag   | Uit                               | Informatie |
| ---------------------------------------------- | ----- | --------- | --------------------------------- | ---------- |
| 28 juli 2009 19:30                             |       |           |                                   |            |
| Diegem Sport                                   | 4 – 0 | OH Leuven | Gemeentelijk Sportstadion, Diegem |            |
| T. Ytebrouck J. Duchatelet T. Dupont P. Jacobs |       |           | Gemeentelijk Sportstadion, Diegem |            |

| Datum/tijd            | Thuis | Uitslag             | Uit                                                  | Informatie |
| --------------------- | ----- | ------------------- | ---------------------------------------------------- | ---------- |
| 1 augustus 2009 19:00 |       |                     |                                                      |            |
| Racing Mechelen       | 1 – 2 | OH Leuven           | Oscar Vankesbeeckstadion, Mechelen Toeschouwers: 350 |            |
| E. Casagolda          |       | O. Eboigbe K. Weuts | Oscar Vankesbeeckstadion, Mechelen Toeschouwers: 350 |            |

| Datum/tijd            | Thuis | Uitslag                           | Uit                                 | Informatie |
| --------------------- | ----- | --------------------------------- | ----------------------------------- | ---------- |
| 5 augustus 2009 19:00 |       |                                   |                                     |            |
| KFC Diest             | 1 – 2 | OH Leuven                         | De Warande, Diest Toeschouwers: 800 |            |
| A. Krajisnic 82'      |       | 38' V. Vergauwen 69' S. Vermeiren | De Warande, Diest Toeschouwers: 800 |            |

| Datum/tijd            | Thuis | Uitslag             | Uit               | Informatie |
| --------------------- | ----- | ------------------- | ----------------- | ---------- |
| 8 augustus 2009 19:00 |       |                     |                   |            |
| OH Leuven             | 0 – 0 | Olympia SC Wijgmaal | Den Dreef, Leuven |            |
|                       |       |                     | Den Dreef, Leuven |            |

| Datum/tijd             | Thuis | Uitslag                         | Uit                          | Informatie |
| ---------------------- | ----- | ------------------------------- | ---------------------------- | ---------- |
| 12 augustus 2009 19:30 |       |                                 |                              |            |
| SMS Lubbeek            | 1 – 1 | OH Leuven                       | Stadion SMS Lubbeek, Lubbeek |            |
| P. Pouillie 67'        |       | 66' F. Desomberg 74' B. Ruytinx | Stadion SMS Lubbeek, Lubbeek |            |

| Datum/tijd                    | Thuis | Uitslag                      | Uit                                | Informatie |
| ----------------------------- | ----- | ---------------------------- | ---------------------------------- | ---------- |
| 6 oktober 2009 19:30          |       |                              |                                    |            |
| OH Leuven                     | 2 – 2 | Tempo Overijse               | Gemeentelijk Stadion, Oud-Heverlee |            |
| K. Weuts 49' I. Jarakovic 73' |       | 60' L. Camara 63' D. De Kock | Gemeentelijk Stadion, Oud-Heverlee |            |

| Datum/tijd                   | Thuis | Uitslag                  | Uit                                | Informatie |
| ---------------------------- | ----- | ------------------------ | ---------------------------------- | ---------- |
| 25 januari 2010 19:30        |       |                          |                                    |            |
| OH Leuven                    | 3 – 2 | Tempo Overijse           | Gemeentelijk Stadion, Oud-Heverlee |            |
| S. Vermeiren M. Iserhenrhien |       | D. Charlier K. De Voeght | Gemeentelijk Stadion, Oud-Heverlee |            |

| Datum/tijd            | Thuis | Uitslag   | Uit                              | Informatie |
| --------------------- | ----- | --------- | -------------------------------- | ---------- |
| 26 januari 2010 16:00 |       |           |                                  |            |
| Standard Luik         | 1 – 0 | OH Leuven | Complex Sart-Tilman, Sart-Tilman |            |
| S. Defour             |       |           | Complex Sart-Tilman, Sart-Tilman |            |

### Competitie

#### Wedstrijden
| Datum/tijd                                     | Thuis | Uitslag                                                                                     | Uit                                                         | Informatie |
| ---------------------------------------------- | ----- | ------------------------------------------------------------------------------------------- | ----------------------------------------------------------- | ---------- |
| 19 augustus 2009 20:00                         |       |                                                                                             |                                                             |            |
| OH Leuven                                      | 3 – 6 | KVSK United Overpelt-Lommel                                                                 | Den Dreef, Leuven Toeschouwers: 1.800 Arbiter: Kenny Snoeck |            |
| K. Weuts 40' N. Schouterden 52' B. Ruytinx 82' |       | 7' C. Delande 13' H. Pinxten 14' D. Brouwers 37' J. Ketting 75' D. Brouwers 88' D. Brouwers | Den Dreef, Leuven Toeschouwers: 1.800 Arbiter: Kenny Snoeck |            |

| Datum/tijd                                                               | Thuis | Uitslag           | Uit                                                                          | Informatie |
| ------------------------------------------------------------------------ | ----- | ----------------- | ---------------------------------------------------------------------------- | ---------- |
| 26 augustus 2009 18:30                                                   |       |                   |                                                                              |            |
| Standaard Wetteren                                                       | 4 – 1 | OH Leuven         | Marcel De Kerpelstadion, Wetteren Toeschouwers: 800 Arbiter: Frederik Geldof |            |
| E. Denys 49' (pen.) S. De Munter 50' S. De Munter 52' J. D'Haeseleer 74' |       | 4' N. Schouterden | Marcel De Kerpelstadion, Wetteren Toeschouwers: 800 Arbiter: Frederik Geldof |            |

| Datum/tijd              | Thuis | Uitslag                                           | Uit                                                        | Informatie |
| ----------------------- | ----- | ------------------------------------------------- | ---------------------------------------------------------- | ---------- |
| 30 augustus 2009 15:00  |       |                                                   |                                                            |            |
| OH Leuven               | 1 – 3 | K. Lierse SK                                      | Den Dreef, Leuven Toeschouwers: 2.800 Arbiter: Gerd Bylois |            |
| I. Jarakovic 38' (pen.) |       | 40' N. Nedzipi 44' J. Cavens 78' J. Cavens (pen.) | Den Dreef, Leuven Toeschouwers: 2.800 Arbiter: Gerd Bylois |            |

| Datum/tijd                    | Thuis | Uitslag        | Uit                                                                   | Informatie |
| ----------------------------- | ----- | -------------- | --------------------------------------------------------------------- | ---------- |
| 5 september 2009 20:00        |       |                |                                                                       |            |
| KV Turnhout                   | 2 – 1 | OH Leuven      | Stadsparkstadion, Turnhout Toeschouwers: 1.200 Arbiter: Tom Ottevaere |            |
| A. Da Silva 56' L. Rimkus 84' |       | 34' O. Eboigbe | Stadsparkstadion, Turnhout Toeschouwers: 1.200 Arbiter: Tom Ottevaere |            |

| Datum/tijd              | Thuis | Uitslag         | Uit                                                                      | Informatie |
| ----------------------- | ----- | --------------- | ------------------------------------------------------------------------ | ---------- |
| 19 september 2009 20:00 |       |                 |                                                                          |            |
| RAEC Mons               | 1 – 1 | OH Leuven       | Stade Charles Tondreau, Bergen Toeschouwers: 1.250 Arbiter: Gert Deckers |            |
| J. Coppin 67'           |       | 45' B. Sakanoko | Stade Charles Tondreau, Bergen Toeschouwers: 1.250 Arbiter: Gert Deckers |            |

| Datum/tijd              | Thuis | Uitslag              | Uit                                                           | Informatie |
| ----------------------- | ----- | -------------------- | ------------------------------------------------------------- | ---------- |
| 26 september 2009 20:00 |       |                      |                                                               |            |
| OH Leuven               | 1 – 0 | Boussu Dour Borinage | Den Dreef, Leuven Toeschouwers: 1.500 Arbiter: Istvan Lagaert |            |
| C. Betremieux 24'       |       |                      | Den Dreef, Leuven Toeschouwers: 1.500 Arbiter: Istvan Lagaert |            |

| Datum/tijd           | Thuis | Uitslag                             | Uit                                                                                       | Informatie |
| -------------------- | ----- | ----------------------------------- | ----------------------------------------------------------------------------------------- | ---------- |
| 3 oktober 2009 20:00 |       |                                     |                                                                                           |            |
| FC Brussels          | 1 – 2 | OH Leuven                           | Edmond Machtensstadion, Sint-Jans-Molenbeek Toeschouwers: 1.800 Arbiter: Christof Dierick |            |
| J. Lutula 7'         |       | 39' C. Betremieux 59' C. Betremieux | Edmond Machtensstadion, Sint-Jans-Molenbeek Toeschouwers: 1.800 Arbiter: Christof Dierick |            |

| Datum/tijd            | Thuis | Uitslag     | Uit                                                     | Informatie |
| --------------------- | ----- | ----------- | ------------------------------------------------------- | ---------- |
| 11 oktober 2009 15:00 |       |             |                                                         |            |
| OH Leuven             | 0 – 0 | RFC Tournai | Den Dreef, Leuven Toeschouwers: 1.900 Arbiter: Wim Smet |            |
|                       |       |             | Den Dreef, Leuven Toeschouwers: 1.900 Arbiter: Wim Smet |            |

| Datum/tijd                   | Thuis | Uitslag                  | Uit                                                                | Informatie |
| ---------------------------- | ----- | ------------------------ | ------------------------------------------------------------------ | ---------- |
| 17 oktober 2009 20:00        |       |                          |                                                                    |            |
| AFC Tubize                   | 1 – 1 | OH Leuven                | Stade Leburton, Tubeke Toeschouwers: 1.500 Arbiter: Stéphane Breda |            |
| L. Van Steenbrugghe 7' (own) |       | 85' C. Betremieux (pen.) | Stade Leburton, Tubeke Toeschouwers: 1.500 Arbiter: Stéphane Breda |            |

| Datum/tijd                                        | Thuis | Uitslag         | Uit                                                           | Informatie |
| ------------------------------------------------- | ----- | --------------- | ------------------------------------------------------------- | ---------- |
| 23 oktober 2009 20:30                             |       |                 |                                                               |            |
| OH Leuven                                         | 3 – 1 | KAS Eupen       | Den Dreef, Leuven Toeschouwers: 2.000 Arbiter: Jeroen Sanders |            |
| C. Betremieux 7' S. Debroux 53' C. Betremieux 64' |       | 40' M. Lepiller | Den Dreef, Leuven Toeschouwers: 2.000 Arbiter: Jeroen Sanders |            |

| Datum/tijd            | Thuis | Uitslag                                                                              | Uit                                                             | Informatie |
| --------------------- | ----- | ------------------------------------------------------------------------------------ | --------------------------------------------------------------- | ---------- |
| 31 oktober 2009 20:00 |       |                                                                                      |                                                                 |            |
| RFC de Liège          | 1 – 4 | OH Leuven                                                                            | Stade du Pairay, Luik Toeschouwers: 1.000 Arbiter: Jan Govaerts |            |
| B. Maréchal 72'       |       | 10' A. Oliseh 53' C. Betremieux (pen.) 70' B. Ruytinx 83' J. Vastmans 92' B. Ruytinx | Stade du Pairay, Luik Toeschouwers: 1.000 Arbiter: Jan Govaerts |            |

| Datum/tijd               | Thuis | Uitslag                                                    | Uit                                                               | Informatie |
| ------------------------ | ----- | ---------------------------------------------------------- | ----------------------------------------------------------------- | ---------- |
| 8 november 2009 15:00    |       |                                                            |                                                                   |            |
| OH Leuven                | 1 – 3 | KSK Ronse                                                  | Den Dreef, Leuven Toeschouwers: 2.000 Arbiter: Joeri Van De Velde |            |
| C. Betremieux 26' (pen.) |       | 50' K. Demonceaux (pen.) 58' K. De Broyer 66' K. De Broyer | Den Dreef, Leuven Toeschouwers: 2.000 Arbiter: Joeri Van De Velde |            |

| Datum/tijd             | Thuis | Uitslag           | Uit                                                                     | Informatie |
| ---------------------- | ----- | ----------------- | ----------------------------------------------------------------------- | ---------- |
| 15 november 2009 15:00 |       |                   |                                                                         |            |
| KV Oostende            | 1 – 4 | OH Leuven         | Albertparkstadion, Oostende Toeschouwers: 2.000 Arbiter: Istvan Lagaert |            |
| F. Vanderbiest 12'     |       | 19' C. Betremieux | Albertparkstadion, Oostende Toeschouwers: 2.000 Arbiter: Istvan Lagaert |            |

| Datum/tijd                                                     | Thuis | Uitslag         | Uit                                                           | Informatie |
| -------------------------------------------------------------- | ----- | --------------- | ------------------------------------------------------------- | ---------- |
| 22 november 2009 15:00                                         |       |                 |                                                               |            |
| OH Leuven                                                      | 4 – 1 | KSK Beveren     | Den Dreef, Leuven Toeschouwers: 2.000 Arbiter: Jan Busschaert |            |
| C. Betremieux 45+1' D. Vaesen 53' K. Weuts 80' R. Verhamme 85' |       | 72' K. Snelders | Den Dreef, Leuven Toeschouwers: 2.000 Arbiter: Jan Busschaert |            |

| Datum/tijd                         | Thuis | Uitslag                                 | Uit                                                                    | Informatie |
| ---------------------------------- | ----- | --------------------------------------- | ---------------------------------------------------------------------- | ---------- |
| 28 november 2009 20:00             |       |                                         |                                                                        |            |
| Red Star Waasland                  | 1 – 1 | OH Leuven                               | Puyenbekestadion, Sint-Niklaas Toeschouwers: 1.000 Arbiter: Yuri Cosco |            |
| J. De Araujo 35' J. Kielo-Lezi 45' |       | 76' C. Betremieux 88' S. Debroux (pen.) | Puyenbekestadion, Sint-Niklaas Toeschouwers: 1.000 Arbiter: Yuri Cosco |            |

| Datum/tijd                                 | Thuis | Uitslag                          | Uit                                                         | Informatie |
| ------------------------------------------ | ----- | -------------------------------- | ----------------------------------------------------------- | ---------- |
| 6 december 2009 15:00                      |       |                                  |                                                             |            |
| OH Leuven                                  | 2 – 0 | FCV Dender EH                    | Den Dreef, Leuven Toeschouwers: 2.000 Arbiter: Jan Govaerts |            |
| A. Simov 34' (own) L. Van Steenbrugghe 85' |       | 54' H. Munyaneza 82' K. Imschoot | Den Dreef, Leuven Toeschouwers: 2.000 Arbiter: Jan Govaerts |            |

| Datum/tijd             | Thuis | Uitslag          | Uit                                                            | Informatie |
| ---------------------- | ----- | ---------------- | -------------------------------------------------------------- | ---------- |
| 13 december 2009 15:00 |       |                  |                                                                |            |
| OH Leuven              | 1 – 1 | Antwerp FC       | Den Dreef, Leuven Toeschouwers: 4.000 Arbiter: Stéphane Gleton |            |
| O. Eboigbe 79'         |       | 18' G. Hairemans | Den Dreef, Leuven Toeschouwers: 4.000 Arbiter: Stéphane Gleton |            |

| Datum/tijd                                                                       | Thuis | Uitslag   | Uit                                                                        | Informatie |
| -------------------------------------------------------------------------------- | ----- | --------- | -------------------------------------------------------------------------- | ---------- |
| 16 januari 2010 20:00                                                            |       |           |                                                                            |            |
| Lierse SK                                                                        | 5 – 0 | OH Leuven | Herman Vanderpoortenstadion, Lier Toeschouwers: 7.450 Arbiter: Jimmy Verhe |            |
| M. Wahed 12' (pen.) M. Wahed 30' J. Cavens 38' M. Wahed 39' J. Cavens 71' (pen.) |       |           | Herman Vanderpoortenstadion, Lier Toeschouwers: 7.450 Arbiter: Jimmy Verhe |            |

| Datum/tijd                       | Thuis | Uitslag                         | Uit                                                        | Informatie |
| -------------------------------- | ----- | ------------------------------- | ---------------------------------------------------------- | ---------- |
| 24 januari 2010 15:00            |       |                                 |                                                            |            |
| OH Leuven                        | 1 – 1 | KV Turnhout                     | Den Dreef, Leuven Toeschouwers: 2.000 Arbiter: Bart Defour |            |
| D. Vaesen 20' J. Van Ongeval 69' |       | 17' S. Vandenbergh 84' I. Thiam | Den Dreef, Leuven Toeschouwers: 2.000 Arbiter: Bart Defour |            |

| Datum/tijd                                                             | Thuis | Uitslag   | Uit                                                                   | Informatie |
| ---------------------------------------------------------------------- | ----- | --------- | --------------------------------------------------------------------- | ---------- |
| 3 februari 2010 20:30                                                  |       |           |                                                                       |            |
| KVK Tienen                                                             | 5 – 0 | OH Leuven | Julien Bergéstadion, Tienen Toeschouwers: 1.600 Arbiter: Gert Deckers |            |
| G. Neven 31' M. Belme 45' M. Belme 72' S. Degeling 79' J. Bogaerts 86' |       |           | Julien Bergéstadion, Tienen Toeschouwers: 1.600 Arbiter: Gert Deckers |            |

| Datum/tijd            | Thuis | Uitslag                                                                     | Uit                                                               | Informatie |
| --------------------- | ----- | --------------------------------------------------------------------------- | ----------------------------------------------------------------- | ---------- |
| 7 februari 2010 15:00 |       |                                                                             |                                                                   |            |
| OH Leuven             | 0 – 5 | RAEC Mons                                                                   | Den Dreef, Leuven Toeschouwers: 1.900 Arbiter: Jérôme Efong Nzolo |            |
|                       |       | 11' T. Van Imschoot 48' M. Gueye 60' M. Jarju 67' M. Sanogo 83' Z. Matumona | Den Dreef, Leuven Toeschouwers: 1.900 Arbiter: Jérôme Efong Nzolo |            |

| Datum/tijd                                         | Thuis | Uitslag                 | Uit                                                                          | Informatie |
| -------------------------------------------------- | ----- | ----------------------- | ---------------------------------------------------------------------------- | ---------- |
| 17 februari 2010 20:30                             |       |                         |                                                                              |            |
| KVSK United Overpelt-Lommel                        | 3 – 0 | OH Leuven               | Stedelijk Sportstadion, Lommel Toeschouwers: 2.500 Arbiter: Christof Dierick |            |
| J. Ketting 65' (pen.) J. Ketting 72' P. Noukeu 76' |       | 32' L. Van Steenbrugghe | Stedelijk Sportstadion, Lommel Toeschouwers: 2.500 Arbiter: Christof Dierick |            |

| Datum/tijd               | Thuis | Uitslag       | Uit                                                        | Informatie |
| ------------------------ | ----- | ------------- | ---------------------------------------------------------- | ---------- |
| 21 februari 2010 15:00   |       |               |                                                            |            |
| OH Leuven                | 1 – 1 | FC Brussels   | Den Dreef, Leuven Toeschouwers: 2.000 Arbiter: Gerd Bylois |            |
| C. Betremieux 70' (pen.) |       | 48' J. Lutula | Den Dreef, Leuven Toeschouwers: 2.000 Arbiter: Gerd Bylois |            |

| Datum/tijd                                  | Thuis | Uitslag        | Uit                                                                     | Informatie |
| ------------------------------------------- | ----- | -------------- | ----------------------------------------------------------------------- | ---------- |
| 27 februari 2010 20:00                      |       |                |                                                                         |            |
| RFC Tournai                                 | 3 – 1 | OH Leuven      | Stade Luc Varenne, Doornik Toeschouwers: 800 Arbiter: Claude Bourdouxhe |            |
| I. Mouissi 38' M. Seoudi 70' B. Chantry 79' |       | 30' O. Eboigbe | Stade Luc Varenne, Doornik Toeschouwers: 800 Arbiter: Claude Bourdouxhe |            |

| Datum/tijd         | Thuis | Uitslag         | Uit                                                                       | Informatie |
| ------------------ | ----- | --------------- | ------------------------------------------------------------------------- | ---------- |
| 7 maart 2010 15:00 |       |                 |                                                                           |            |
| OH Leuven          | 1 – 1 | AFC Tubize      | Den Dreef, Leuven Toeschouwers: 1.500 Arbiter: Jean-François Vandersteene |            |
| M. Annys 82'       |       | 60' A. Da Silva | Den Dreef, Leuven Toeschouwers: 1.500 Arbiter: Jean-François Vandersteene |            |

| Datum/tijd              | Thuis | Uitslag                     | Uit                                                            | Informatie |
| ----------------------- | ----- | --------------------------- | -------------------------------------------------------------- | ---------- |
| 13 maart 2010 20:00     |       |                             |                                                                |            |
| KAS Eupen               | 0 – 2 | OH Leuven                   | Kehrwegstadion, Eupen Toeschouwers: 900 Arbiter: Johan Verbist |            |
| A. Costa dos Santos 84' |       | 83' K. Weuts 87' P. Beckers | Kehrwegstadion, Eupen Toeschouwers: 900 Arbiter: Johan Verbist |            |

| Datum/tijd                                           | Thuis | Uitslag                          | Uit                                                           | Informatie |
| ---------------------------------------------------- | ----- | -------------------------------- | ------------------------------------------------------------- | ---------- |
| 17 maart 2010 20:00                                  |       |                                  |                                                               |            |
| OH Leuven                                            | 3 – 2 | Standaard Wetteren               | Den Dreef, Leuven Toeschouwers: 1.200 Arbiter: Karim Saadouni |            |
| C. Betremieux 28' K. Weuts 72' (pen.) B. Ruytinx 89' |       | 14' S. De Munter 87' A. Wyckaert | Den Dreef, Leuven Toeschouwers: 1.200 Arbiter: Karim Saadouni |            |

| Datum/tijd          | Thuis | Uitslag      | Uit                                                         | Informatie |
| ------------------- | ----- | ------------ | ----------------------------------------------------------- | ---------- |
| 21 maart 2010 15:00 |       |              |                                                             |            |
| OH Leuven           | 1 – 0 | RFC de Liège | Den Dreef, Leuven Toeschouwers: 2.200 Arbiter: Benoni Burie |            |
| C. Betremieux 60'   |       |              | Den Dreef, Leuven Toeschouwers: 2.200 Arbiter: Benoni Burie |            |

| Datum/tijd          | Thuis | Uitslag                                   | Uit                                                                          | Informatie |
| ------------------- | ----- | ----------------------------------------- | ---------------------------------------------------------------------------- | ---------- |
| 28 maart 2010 15:00 |       |                                           |                                                                              |            |
| KSK Ronse           | 1 – 2 | OH Leuven                                 | Orphale Cruckestadion, Ronse Toeschouwers: 1.050 Arbiter: Joeri Van de Velde |            |
| B. De Rouck 20'     |       | 29' K. Weuts (pen.) 86' B. De Rouck (own) | Orphale Cruckestadion, Ronse Toeschouwers: 1.050 Arbiter: Joeri Van de Velde |            |

| Datum/tijd         | Thuis | Uitslag                       | Uit                                                            | Informatie |
| ------------------ | ----- | ----------------------------- | -------------------------------------------------------------- | ---------- |
| 3 april 2010 20:00 |       |                               |                                                                |            |
| OH Leuven          | 1 – 1 | KV Oostende                   | Den Dreef, Leuven Toeschouwers: 1.200 Arbiter: Jochem Kamphuis |            |
| K. Weuts 21'       |       | 28' T. Laleman 75' T. Laleman | Den Dreef, Leuven Toeschouwers: 1.200 Arbiter: Jochem Kamphuis |            |

| Datum/tijd                                        | Thuis | Uitslag            | Uit                                                           | Informatie |
| ------------------------------------------------- | ----- | ------------------ | ------------------------------------------------------------- | ---------- |
| 7 april 2010 20:00                                |       |                    |                                                               |            |
| Boussu Dour Borinage                              | 3 – 1 | OH Leuven          | Stade Vedette, Buossu Toeschouwers: 800 Arbiter: Kenny Snoeck |            |
| K. Saffer 14' G. Grisez 78' J. Vastmans 90' (own) |       | 82' J. Van Ongeval | Stade Vedette, Buossu Toeschouwers: 800 Arbiter: Kenny Snoeck |            |

| Datum/tijd                    | Thuis | Uitslag   | Uit                                                                  | Informatie |
| ----------------------------- | ----- | --------- | -------------------------------------------------------------------- | ---------- |
| 10 april 2010 20:00           |       |           |                                                                      |            |
| KSK Beveren                   | 2 – 0 | OH Leuven | Freethiel, Beveren Toeschouwers: 3.300 Arbiter: Sébastien Delferière |            |
| K. Snelders 18' E. Asante 82' |       |           | Freethiel, Beveren Toeschouwers: 3.300 Arbiter: Sébastien Delferière |            |

| Datum/tijd                                    | Thuis | Uitslag                                                                  | Uit                                                              | Informatie |
| --------------------------------------------- | ----- | ------------------------------------------------------------------------ | ---------------------------------------------------------------- | ---------- |
| 14 april 2010 20:30                           |       |                                                                          |                                                                  |            |
| OH Leuven                                     | 2 – 4 | Red Star Waasland                                                        | Den Dreef, Leuven Toeschouwers: 1.000 Arbiter: Alexandre Boucaut |            |
| O. Eboigbe 60' K. Weuts 71' T. Schoonjans 90' |       | 8' B. De Wilde 22' J. Kielo-Lezi 50' M. Van Geele (pen.) 61' R. Bourabia | Den Dreef, Leuven Toeschouwers: 1.000 Arbiter: Alexandre Boucaut |            |

| Datum/tijd          | Thuis | Uitslag                         | Uit                                                                             | Informatie |
| ------------------- | ----- | ------------------------------- | ------------------------------------------------------------------------------- | ---------- |
| 25 april 2010 15:00 |       |                                 |                                                                                 |            |
| FCV Dender EH       | 1 – 1 | OH Leuven                       | Florent Beeckmanstadion, Denderleeuw Toeschouwers: 1.500 Arbiter: Miguel Garcia |            |
| T. De Meersman 5'   |       | 36' M. Annys 78' J. Van Ongeval | Florent Beeckmanstadion, Denderleeuw Toeschouwers: 1.500 Arbiter: Miguel Garcia |            |

| Datum/tijd          | Thuis | Uitslag          | Uit                                                                   | Informatie |
| ------------------- | ----- | ---------------- | --------------------------------------------------------------------- | ---------- |
| 25 april 2010 15:00 |       |                  |                                                                       |            |
| Antwerp FC          | 1 – 1 | OH Leuven        | Bosuilstadion, Antwerpen Toeschouwers: 2.300 Arbiter: Philippe Vinche |            |
| Y. Put 73'          |       | 70' S. Vermeiren | Bosuilstadion, Antwerpen Toeschouwers: 2.300 Arbiter: Philippe Vinche |            |

| Datum/tijd                                                         | Thuis | Uitslag    | Uit                                                             | Informatie |
| ------------------------------------------------------------------ | ----- | ---------- | --------------------------------------------------------------- | ---------- |
| 2 mei 2010 15:00                                                   |       |            |                                                                 |            |
| OH Leuven                                                          | 4 – 0 | KVK Tienen | Den Dreef, Leuven Toeschouwers: 3.000 Arbiter: Christof Dierick |            |
| B. Ruytinx 48' S. Vermeiren 58' T. Schoonjans 63' S. Vermeiren 75' |       |            | Den Dreef, Leuven Toeschouwers: 3.000 Arbiter: Christof Dierick |            |

#### Klassement
|   |    |                      | P  | W  | G  | V  | +  | -  | DS  | Ptn |
| - | -- | -------------------- | -- | -- | -- | -- | -- | -- | --- | --- |
| K | 1  | K. Lierse SK         | 36 | 21 | 12 | 3  | 75 | 32 | 43  | 75  |
| E | 2  | KVSK United          | 36 | 20 | 10 | 6  | 55 | 27 | 28  | 70  |
| E | 3  | RAEC Mons            | 36 | 19 | 9  | 8  | 56 | 32 | 24  | 66  |
| E | 4  | KAS Eupen            | 36 | 16 | 12 | 8  | 56 | 37 | 19  | 60  |
|   | 5  | Boussu Dour Borinage | 36 | 13 | 14 | 9  | 46 | 43 | 3   | 53  |
|   | 6  | RS Waasland          | 36 | 13 | 13 | 10 | 46 | 49 | −3  | 52  |
|   | 7  | KV Oostende          | 36 | 12 | 15 | 9  | 49 | 45 | 4   | 51  |
|   | 8  | R. Antwerp FC        | 36 | 10 | 17 | 9  | 55 | 53 | 2   | 47  |
|   | 9  | OH Leuven            | 36 | 11 | 12 | 13 | 50 | 66 | −16 | 45  |
|   | 10 | Standaard Wetteren   | 36 | 12 | 8  | 16 | 48 | 59 | −11 | 44  |
|   | 11 | RFC Tournai          | 36 | 11 | 11 | 14 | 50 | 51 | −1  | 44  |
|   | 12 | KVK Tienen           | 36 | 11 | 10 | 15 | 44 | 58 | −14 | 43  |
|   | 13 | FCV Dender EH        | 36 | 10 | 13 | 13 | 45 | 49 | −4  | 43  |
|   | 14 | FC Brussels          | 36 | 11 | 9  | 16 | 47 | 53 | −6  | 42  |
|   | 15 | AFC Tubize           | 36 | 9  | 15 | 12 | 41 | 41 | 0   | 42  |
|   | 16 | KV Turnhout          | 36 | 10 | 11 | 15 | 50 | 57 | −7  | 41  |
| E | 17 | KSK Ronse            | 36 | 10 | 9  | 17 | 51 | 57 | −6  | 39  |
| E | 18 | KSK Beveren          | 36 | 8  | 12 | 16 | 37 | 55 | −18 | 36  |
| D | 19 | FC Luik              | 36 | 5  | 8  | 23 | 23 | 60 | −37 | 23  |

#### Clubtopscorer competitie
| #  | Naam                    | Nationaliteit | Doelpunten |
| -- | ----------------------- | ------------- | ---------- |
| 1  | Cédric Betremieux       | Frankrijk     | 13         |
| 2  | Kurt Weuts              | België        | 6          |
| 3  | Bjorn Ruytinx           | België        | 5          |
| 4  | Osahon Eboigbe          | Nigeria       | 3          |
| 4  | Simon Vermeiren         | België        | 3          |
| 6  | Maxime Annys            | België        | 2          |
| 6  | Sander Debroux          | België        | 2          |
| 6  | Tail Schoonjans         | België        | 2          |
| 6  | Nils Schouterden        | België        | 2          |
| 6  | Daan Vaesen             | België        | 2          |
| 11 | Pieter Beckers          | België        | 1          |
| 11 | Ivica Jarakovic         | België Servië | 1          |
| 11 | Azubuike Oliseh         | Nigeria       | 1          |
| 11 | Bassalia Sakanoko       | Ivoorkust     | 1          |
| 11 | Jente Van Ongeval       | België        | 1          |
| 11 | Lander Van Steenbrugghe | België        | 1          |
| 11 | Raf Verhamme            | België        | 1          |
| 11 | Koen Weuts              | België        | 1          |

### Beker van België

#### Wedstrijden

##### 4e ronde
| Datum/tijd                             | Thuis | Uitslag                                          | Uit                                                                 | Informatie |
| -------------------------------------- | ----- | ------------------------------------------------ | ------------------------------------------------------------------- | ---------- |
| 15 augustus 2009 18:00                 |       |                                                  |                                                                     |            |
| Racing Waregem                         | 2 – 3 | OH Leuven                                        | Mirakelstadion, Waregem Toeschouwers: 400 Arbiter: Christof Dierick |            |
| G. Riolo 90' G. Riolo 93' M. Voet 106' |       | 24' D. Geldof (own) 107' I. Fariat 112' K. Weuts | Mirakelstadion, Waregem Toeschouwers: 400 Arbiter: Christof Dierick |            |

##### 5e ronde
| Datum/tijd                | Thuis | Uitslag                                                                                          | Uit                                                        | Informatie |
| ------------------------- | ----- | ------------------------------------------------------------------------------------------------ | ---------------------------------------------------------- | ---------- |
| 22 augustus 2009 19:30    |       |                                                                                                  |                                                            |            |
| KFC Dessel Sport          | 2 – 5 | OH Leuven                                                                                        | Lorzestadion, Dessel Toeschouwers: 500 Arbiter: Sam Loeman |            |
| B. Beyens 1' M. Datti 38' |       | 2' I. Jarakovic 7' I. Jarakovic 31' I. Jarakovic 76' B. Ruytinx 81' J. Vastmans 93' S. Vermeiren | Lorzestadion, Dessel Toeschouwers: 500 Arbiter: Sam Loeman |            |

##### 1/16e finale
| Datum/tijd                    | Thuis | Uitslag   | Uit                                                                | Informatie |
| ----------------------------- | ----- | --------- | ------------------------------------------------------------------ | ---------- |
| 27 oktober 2009 20:30         |       |           |                                                                    |            |
| Cercle Brugge                 | 2 – 0 | OH Leuven | Jan Breydelstadion, Brugge Toeschouwers: 2.500 Arbiter: Sam Loeman |            |
| B. Božović 25' B. Božović 31' |       |           | Jan Breydelstadion, Brugge Toeschouwers: 2.500 Arbiter: Sam Loeman |            |

#### Clubtopscorer Beker van België
| # | Naam            | Nationaliteit | Doelpunten |
| - | --------------- | ------------- | ---------- |
| 1 | Ivica Jarakovic | België Servië | 3          |
| 2 | Issam Fariat    | België        | 1          |
| 2 | Joeri Vastmans  | België        | 1          |
| 2 | Simon Vermeiren | België        | 1          |
| 2 | Kurt Weuts      | België        | 1          |

2009/10 · 2010/11 · 2011/12 · 2012/13 · 2013/14 · 2014/15 · 2015/16 · 2016/17 · 2017/18 · 2018/19 · 2019/20 · 2020/21 · 2021/22 · 2022/23 · 2023/24 · 2024/25